# Новый театр (Москва, 1898)
Императорский Новый театр — один из императорских театров Москвы, работавший на Театральной площади с 1898 по 1907 годы. Инициатором его создания и руководителем был Александр Ленский.

## История
Новый театр был открыт в 1898 в здании арендованного казной Шелапутинского театра с целью предоставить дополнительную сцену для молодых актёров императорских трупп, которым не всегда находилось место на сценах  Большого и Малого театров.
В Новом театре ставились как драматические спектакли, так и оперные и балетные. Руководивший театром А. П. Ленский перенёс на его сцену 14 спектаклей, поставленных им в 1890-х годах для утренников Малого театра, в том числе восемь пьес А. Н. Островского, и «Женитьбу» Н. В. Гоголя. Наряду с Ленским спектакли в Новом театре ставили и другие режиссёры.
Среди знаменитых актёров Нового театра были Н. И. Васильев, А. А. Остужев, Е. Д. Турчанинова, В. Н. Рыжова, И. М. Садовская и Е. М. Садовская, Н. К. Яковлев и С. И. Яковлев, В. О. Массалитинова.
Новый театр не достиг успеха; он рассматривался публикой как запасная сцена Малого театра. Журналисты оценивали ситуацию так: 

«Среди московских оперных и драматических театров Императорский Новый театр занимает неопределенное положение. Кажется, никто, начиная с самой Дирекции театров, не может с достоверностью сказать, в чём его назначение и какие цели он преследует».
 Сам Ленский отмечал, «Ведь нельзя же отрицать того, что театра, собственно, нет, а есть здание с ярлыком: „Императорский Новый театр“».
Когда в 1905 году театр получил право на самоопределение, труппа не сумела им воспользоваться; с 1904 по 1907 год репертуар преимущественно состоял из комедий и пьес современной западноевропейской драматургии.
В 1907 году Новый театр был закрыт. Часть труппы в 1909 году ненадолго объединилась под руководством А. И. Южина.